# Warrington Gillette
Francis Warrington Gillet III conocido como Warrington Gillette (Baltimore, 7 de octubre de 1960) es un Actor, doble, especialista de cine, actor de voz, cineasta, empresario, agente inmobiliario, atleta, banquero de inversión y hombre de negocios estadounidense. Quedó notable por su papel como Jason Voorhees en Friday the 13th Part 2

## Biografía
Nacido en Baltimore, Maryland, Gillette desciende de familias influyentes de la zona. Su padre, Francis Warrington Gillet Jr., era un conocido agente inmobiliario y distribuidor local de licores; su madre, Eleanor Tydings, es hija de Millard E. Tydings, exsenador de los Estados Unidos . El abuelo paterno de Gillette, Francis Warrington Gillet (1895 - 1969), fue un as de la aviación que sirvió en las Fuerzas Armadas de los Estados Unidos y el Reino Unido durante la Primera Guerra Mundial , pilotando el Sopwith Dolphin .y ser galardonado con la Cruz de Vuelo Distinguido Británico por sus veinte victorias acreditadas. Los padres de Gillette se divorciaron en 1964, cuando él tenía cuatro años. Warrington recibió una licenciatura en economía de la Universidad de Villanova, Pensilvania. Estudió actuación con Lee Strasberg en Nueva York antes de mudarse a California , donde se unió a la Hollywood Stunt Man's Association. Empezó a firmar con el apellido "Gillette" porque consideraba que esta grafía "evoca un toque más claro y comercial". 
Fue jinete y, después de estudiar negocios en Villanova, se trasladó a Nueva York para perseguir una carrera en el entretenimiento y se alistó en el famoso instituto de Lee Strasberg. También estudió teatro en Los Ángeles, California, y se convirtió en miembro de la asociación de dobles de cine de Hollywood. 
Gillette es dueño de una empresa de ropa localizada en el estado de Maryland. Actualmente es un banquero de Wall Street.

## Apariciones cinematográficas
El papel más notable de toda su carrera fue cuando interpretó a Jason Voorhees en la película Friday the 13th Part 2. Fue el segundo actor seleccionado para interpretar a Jason Voorhees, pero no utilizó la máscara de hockey.
Se presentó originalmente en el reparto para conseguir el papel de Paul en la película Friday the 13th Part 2. Warrington impresionó al director, pero éste le ofreció el papel de Jason Voorhees.
Gillette interpretó solamente en la escena final en donde él salta a través de la ventana. La mayor parte de las escenas en las que Jason aparece fueron hechas por el actor Steve Daskewisz.